# Đức Ninh, Đồng Hới
Đức Ninh là một xã thuộc thành phố Đồng Hới, tỉnh Quảng Bình, Việt Nam.
Xã Đức Ninh có diện tích 5,56 km², dân số năm 2019 là 8.940 người, mật độ dân số đạt 1.608 người/km².